# Bătălia pentru Caucaz

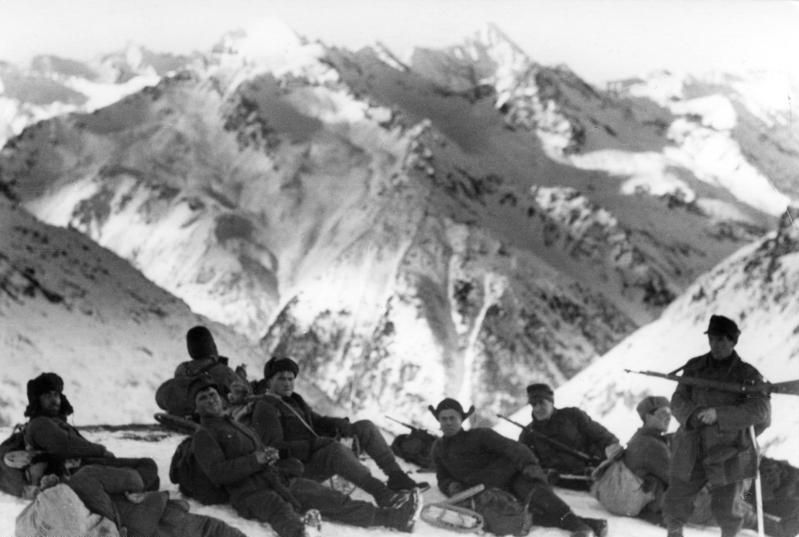
Vânători de munte germani, Caucaz

Bătălia pentru Caucaz este un nume generic pentru o serie de operațiuni militare pe frontul de răsărit în timpul celui de-al doilea război mondial în regiunea Caucazului.
În 1942, Wehrmachtul a lansat Operațiunea Edelweiss, care avea ca obiectiv cucerirea câmpurilor petroliere din Azerbaidjan. Ofensiva germană a fost oprită de Armata Roșie în septembrie în Cecenia, în parte datorită transferării de trupe germane către Stalingrad, unde se desfășura o aprigă luptă pentru cucerirea orașului. Contraofensiva sovietică a fost lansată în ianuarie 1943. Baza militară de importanță strategică de la Novorossisk până în septembrie, iar Peninsula Taman a fost recucerită până la începutul lunii octombrie.
În memoriile sale, comandantul sovietic Ivan Tiulenev îșî amintește de valurile miilor de civili care încercau să se refugieze spre porturile Mării Caspice Mahacikala și Baku. De aici, refugiații se îndreptau mai departe spre Krasnovodsk - Turkmenistan. În același timp, în criză de timp, autoritățile sovietice nu au reușit să evacueze întreprinderile industriale și utilajele petroliere. În aceste condiții, sondele petroliere de la Maikop au fost aruncate în aer de Armata Roșie, pentru a împiedica folosirea zăcămintelor de către inamici.

## Forțele beligerante

### Armata Roșie
- Frontul Caucazian de Nord –  Semion Budionnîi – până în septembrie 1942;
- Frontul Transcaucazian – Ivan Tiulenev
- Flota Mării Negre – Filipp Oktiabrski
- Flotila Mării Azov – Serghei Gorșkov

### Wehrmacht
- Grupul de Armate A –  Wilhelm List
- Armata I Panzer –  Ewald von Kleist

## Ofensivele germane (1942)
- 3 august, 1942 – Wehrmachtul a cucerit Stavropolul;
- 10 august, 1942 – Wehrmachtul a cucerit  Maikopul;
- 12 august, 1942 – Wehrmachtul a cucerit  Krasnodarul;
- 25 august, 1942 – Wehrmachtul a cucerit  Mozdokul;
- 11 septembrie, 1942 – Wehrmachtul a cucerit  Novorossiyskul;
- septembrie 1942 – Ofensiva germană a fost oprită lângă Mozdok.

## Ofensivele sovietice (1943)
- 3 ianuarie, 1943 – Armata Roșie a eliberat Mozdokul;
- 21 ianuarie, 1943 – Armata Roșie a eliberat Stavropolul;
- 23 ianuarie, 1943 – Armata Roșie a eliberat Armavirul;
- 29 ianuarie, 1943 – Armata Roșie a eliberat Maikopul;
- 5 februarie, 1943 – Debarcarea sovietică de la Novorossisk;
- 12 februarie, 1943 – Armata Roșie a eliberat Krasnodarul;
- 9 septembrie, 1943 – Linia albastră a defensivei germane a fost străpounsă;
- 16 septembrie, 1943 – Armata Roșie a eliberat Novorossiskul;
- 9 octombrie, 1943 – Armata Roșie a eliberat Peninsula Taman.